# Sindrome neurolettica maligna
La sindrome neurolettica maligna (NMS, Neuroleptic Malignant Syndrome) è un disturbo neurologico, descritto per la prima volta nel 1960 da alcuni medici francesi che lavoravano a uno studio sull'aloperidolo e denominato sindrome acinetico-ipertonica.
È più spesso una reazione avversa ai farmaci neurolettici o antipsicotici, e può portare il paziente alla morte.

## Epidemiologia
L'incidenza della sindrome è diminuita da quando è stata descritta per la prima volta, grazie ai cambiamenti nelle abitudini prescrittive e al recepimento dei protocolli medici, ma è ancora un potenziale pericolo per i pazienti in trattamento con farmaci antipsicotici.
In alcune review sulla sindrome viene segnalata un'incidenza di NMS compresa tra lo 0,2% e il 3,23%.
Per motivi non ancora completamente chiariti i giovani maschi sono particolarmente suscettibili all'insorgenza della sindrome e il rapporto maschi/femmine è di circa 2:1.

## Cause
Virtualmente tutti i neurolettici possono indurre l'insorgenza della sindrome, sia i neurolettici convenzionali (fluspirilene, tioridazina, flufenazina, penfluridolo, pimozide e altri) sia i nuovi antipsicotici atipici.
Tra i neurolettici convenzionali aloperidolo e clorpromazina sono stati segnalati come quelli a maggior rischio.
La NMS può apparire anche in pazienti che consumano farmaci dopaminergici (ad esempio la levodopa) per la malattia di Parkinson al momento della sospensione del trattamento, specie se quest'ultima avviene bruscamente. Altri farmaci dotati di attività antidopaminergica, ad esempio l'antiemetico metoclopramide, possono causare una NMS. 
Anche altri medicamenti non dotati di attività antidopaminergica, quali ad esempio amoxapina o il litio, possono causare NMS. 
Infine in letteratura sono stati segnalati casi di NMS associati a trattamenti con desipramina, dotiepina, fenelzina, tetrabenazina e reserpina.

## Fisiopatologia
La fisiopatologia della NMS non è stata ancora completamente compresa. Alcuni autori suggeriscono che i neurolettici possano indurre NMS parallelamente alla loro capacità di blocco della dopamina nel tratto nigrostriatale, nel percorso mesocorticale e nei nuclei ipotalamici.
Tuttavia tale ipotesi non spiega sufficientemente per quale motivo NMS possa fare seguito all'utilizzo di antipsicotici atipici (tra cui a titolo di esempio clozapina, risperidone, olanzapina, quetiapina, ziprasidone, aripiprazolo e paliperidone) i quali come è noto si distinguono per la bassa affinità per recettori della dopamina D1 e D2.

## Clinica

### Segni e sintomi
La condizione è contraddistinta tipicamente da rigidità muscolare, febbre, instabilità autonomica (polso o pressione arteriosa non regolari, diaforesi, tachicardia o altre disritmie cardiache) e cambiamenti cognitivi, come delirio.
È associata a elevati valori di creatininchinasi nel plasma sanguigno.

### Diagnostica
Il sospetto diagnostico è in primis clinico e si basa sull'insorgenza di febbre alta e grave rigidità in un paziente che assume neurolettici. È necessario procedere alla misura della creatininchinasi e alla conta dei globuli bianchi. 
Al fine di escludere altre possibili eziologie si deve procedere all'analisi delle urine per misurare gli elettroliti (in particolare calcio e magnesio). 
Inoltre devono essere eseguiti i normali test di funzionalità epatica, renale e tiroidea.
Ulteriori accertamenti possono comprendere la puntura lombare, un elettroencefalogramma e una tomografia computerizzata o risonanza magnetica dell'encefalo.

## Trattamento
In caso di diagnosi, accertata o presunta, di sindrome maligna si deve sospendere immediatamente la somministrazione dell'antipsicotico incriminato.
A causa dell'imprevedibilità della NMS, il trattamento può variare notevolmente da caso a caso, ma è generalmente basato sull'immediata istituzione della terapia di supporto alle funzioni vitali. Si può quindi associare un'infusione endovenosa di dantrolene e somministrazione orale di bromocriptina. In alternativa si può ricorrere all'infusione endovenosa di dantrolene e all'assunzione della combinazione di levodopa-carbidopa.
Nei casi più gravi e laddove vi sia la possibilità, si procede a terapia elettroconvulsiva, la quale ha mostrato di attenuare fino a far scemare la sindrome.